# Polygala dolichocarpa
Polygala dolichocarpa är en jungfrulinsväxtart som beskrevs av Joseph Blake. Polygala dolichocarpa ingår i släktet jungfrulinssläktet, och familjen jungfrulinsväxter. Inga underarter finns listade i Catalogue of Life.